# Dinkelsbühl
Dinkelsbühl – miasto w Niemczech, w kraju związkowym Bawaria, w rejencji Środkowa Frankonia, w regionie Westmittelfranken, w powiecie Ansbach. Zamieszkuje go około 11,8 tys. mieszkańców. Najbliżej położone duże miasta to Monachium ok. 150 km na południowy wschód, Norymberga – ok. 150 km na północny wschód i Stuttgart – ok. 100 km na południowy zachód. Nie zostało zburzone podczas II wojny światowej. Dinkelsbühl leży niedaleko od granicy bawarsko-wirtemberskiej.
W 2021 r. CNN uznało Dineksbühl za jedno z 15 najpiękniejszych miast Europy. Zostało ono włączone do przebiegu Szlaku Romantycznego z uwagi na swoje walory turystyczne, architekturę i położenie.

## Zabytki
- pozostałości starożytnego Limesu Górnogermańsko-Retyckiego, wpisane na Listę Światowego Dziedzictwa UNESCO[4]
- średniowieczne mury obronne z czterema wieżami
- późnogotycki Kościół pw. św. Jerzego (St. Georg) – trójnawowe wnętrze bez transeptu. We wnętrzu zabytkowa ambona, chrzcielnica (XVI wiek) i umieszczony w ołtarzu głównym obraz Ukrzyżowanie przypisywany Michałowi Wolgemutowi
- barokowy pałac zakonu krzyżackiego zbudowany przez Mathiasa Bindera w latach 1760–1764.

## Współpraca[5]
Miejscowości partnerskie:
- Edenkoben, Nadrenia-Palatynat
- Guérande, Francja
- Jingjiang, Chiny
- Porvoo, Finlandia
- Sighișoara, Rumunia

Umowy o współpracy:
- Stowarzyszenie Sasów Siedmogrodzkich
- Stowarzyszenie Wypędzonych z powiatów Mies i Pilsen (cze. Stříbro i Plzeň)

Dinkelsbühl
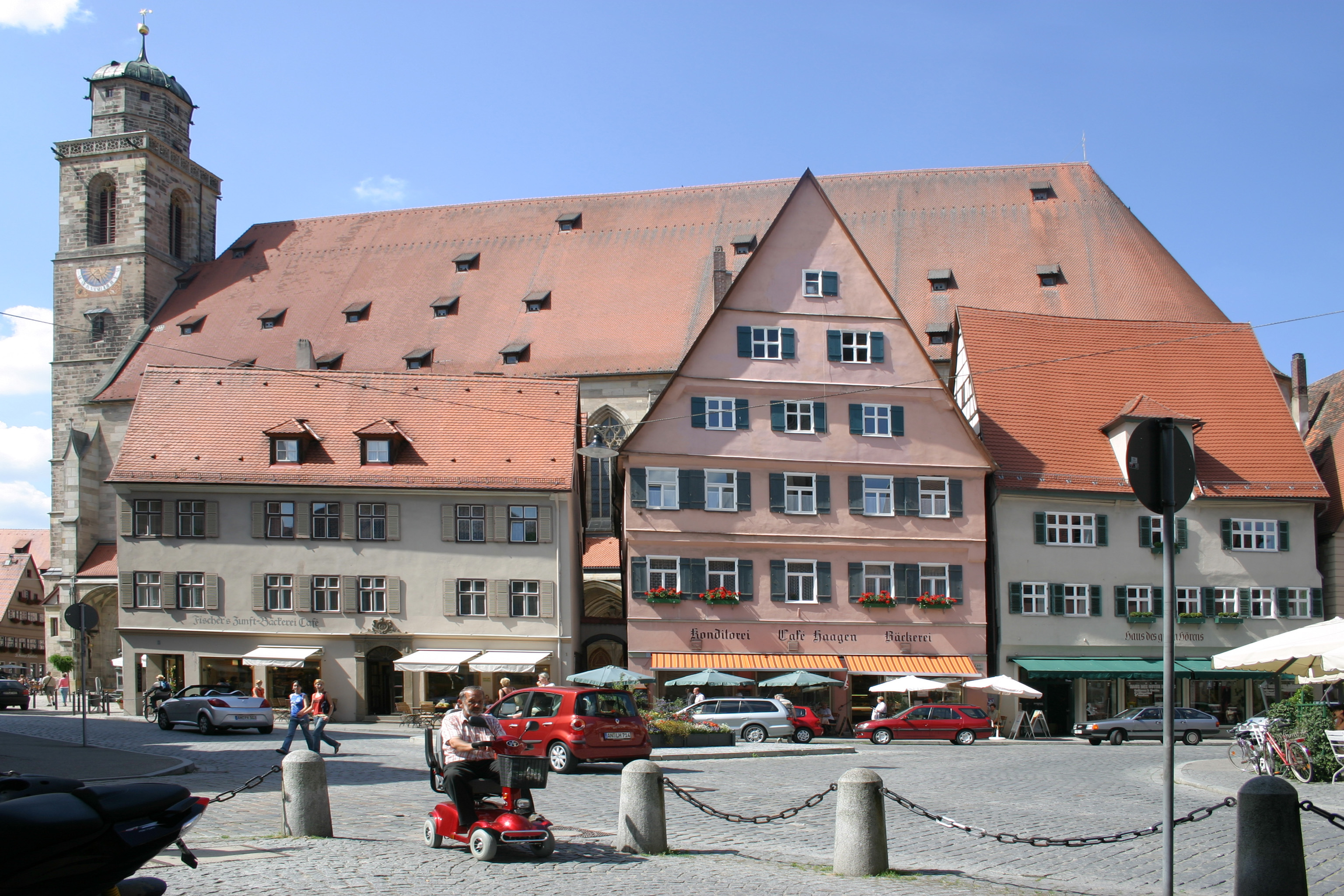
Kościół pw. św Jerzego
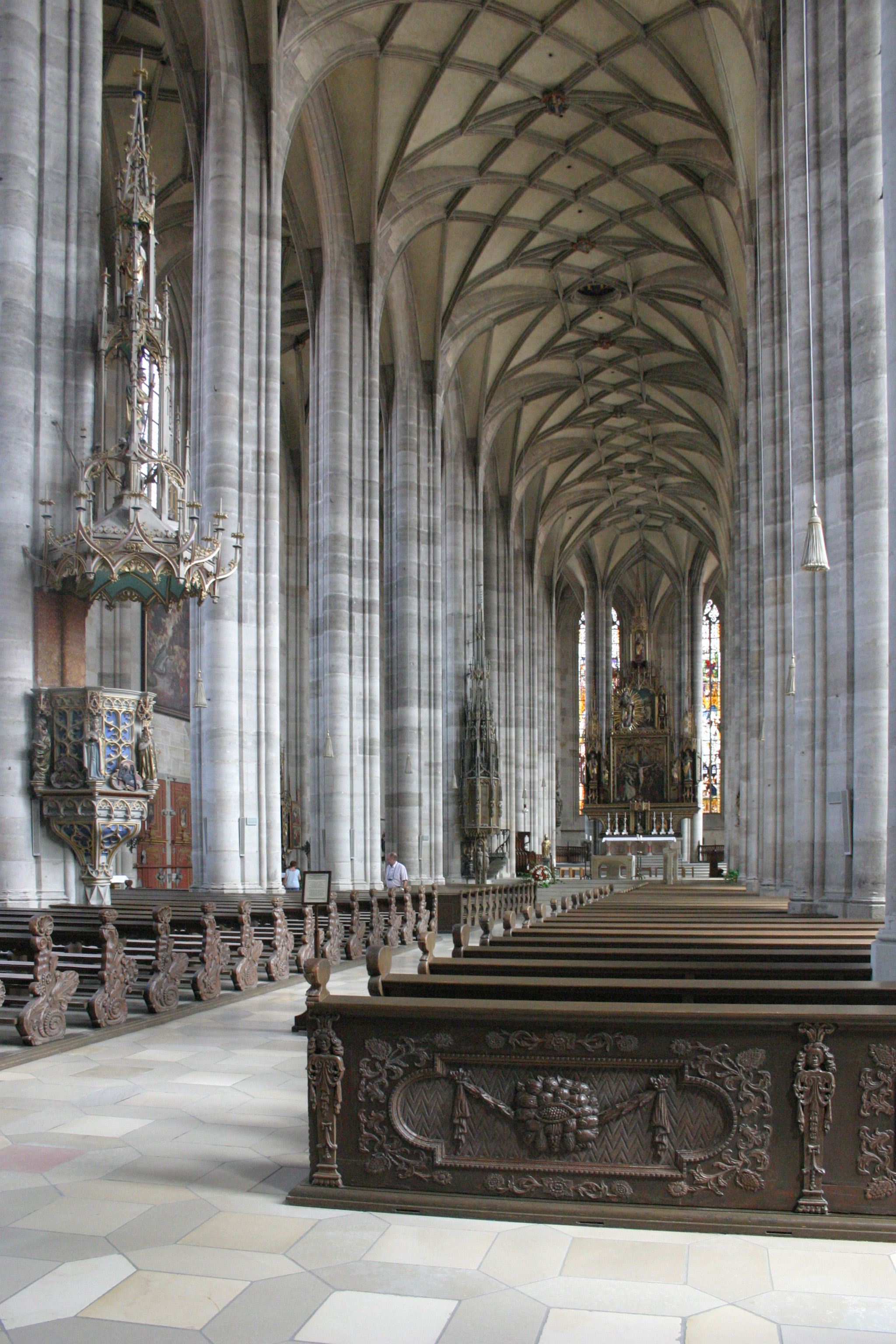
Kościół pw. św Jerzego
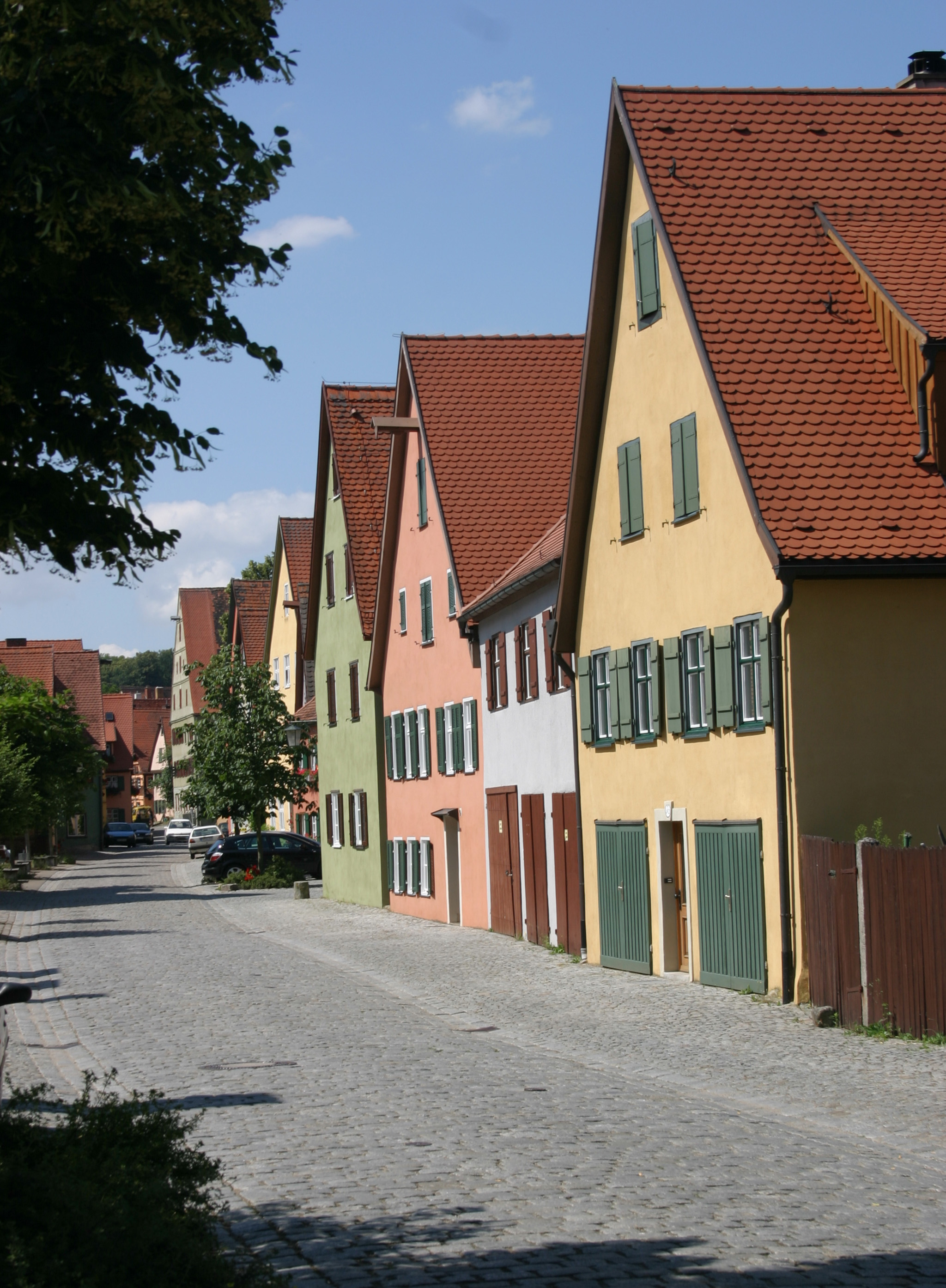
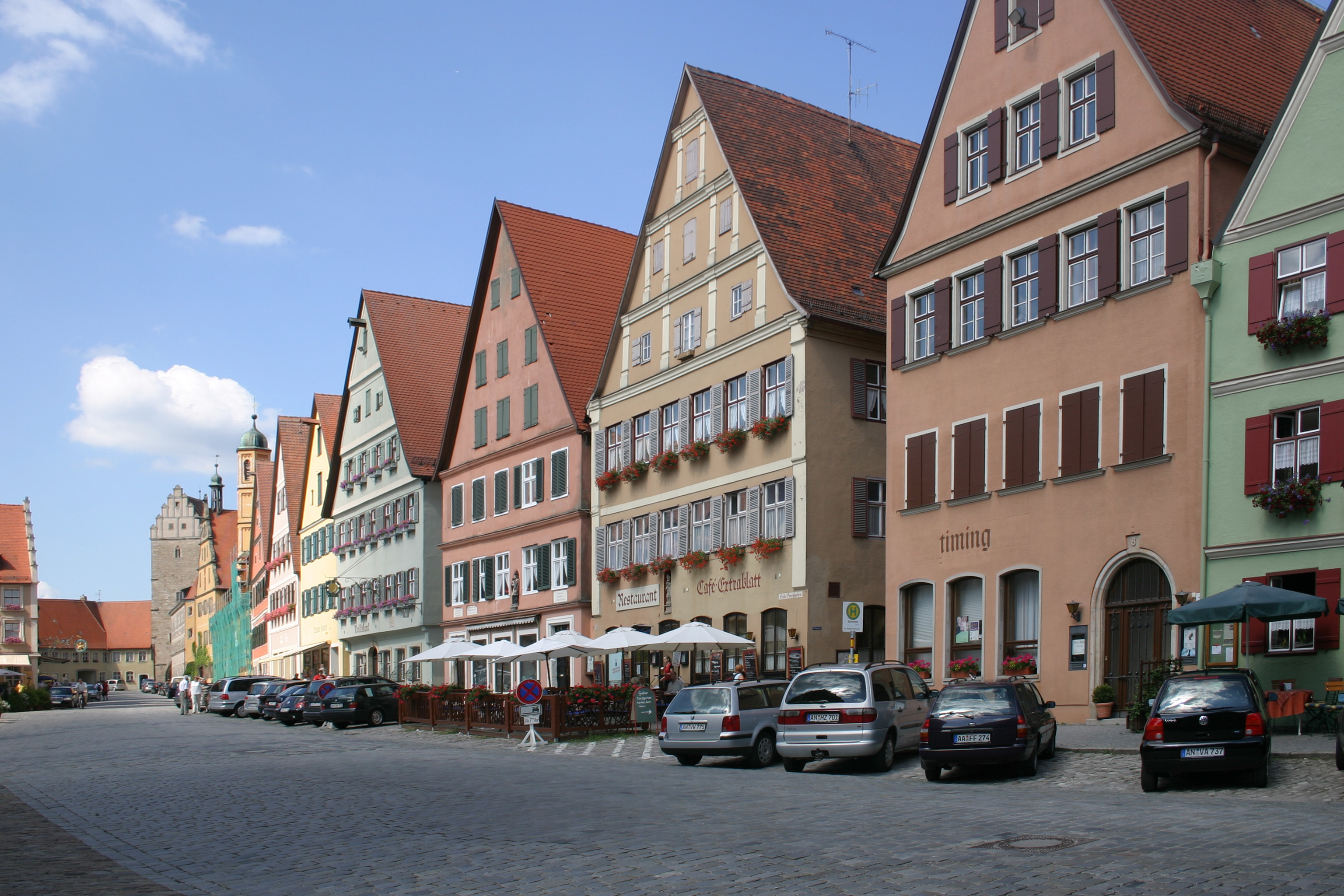
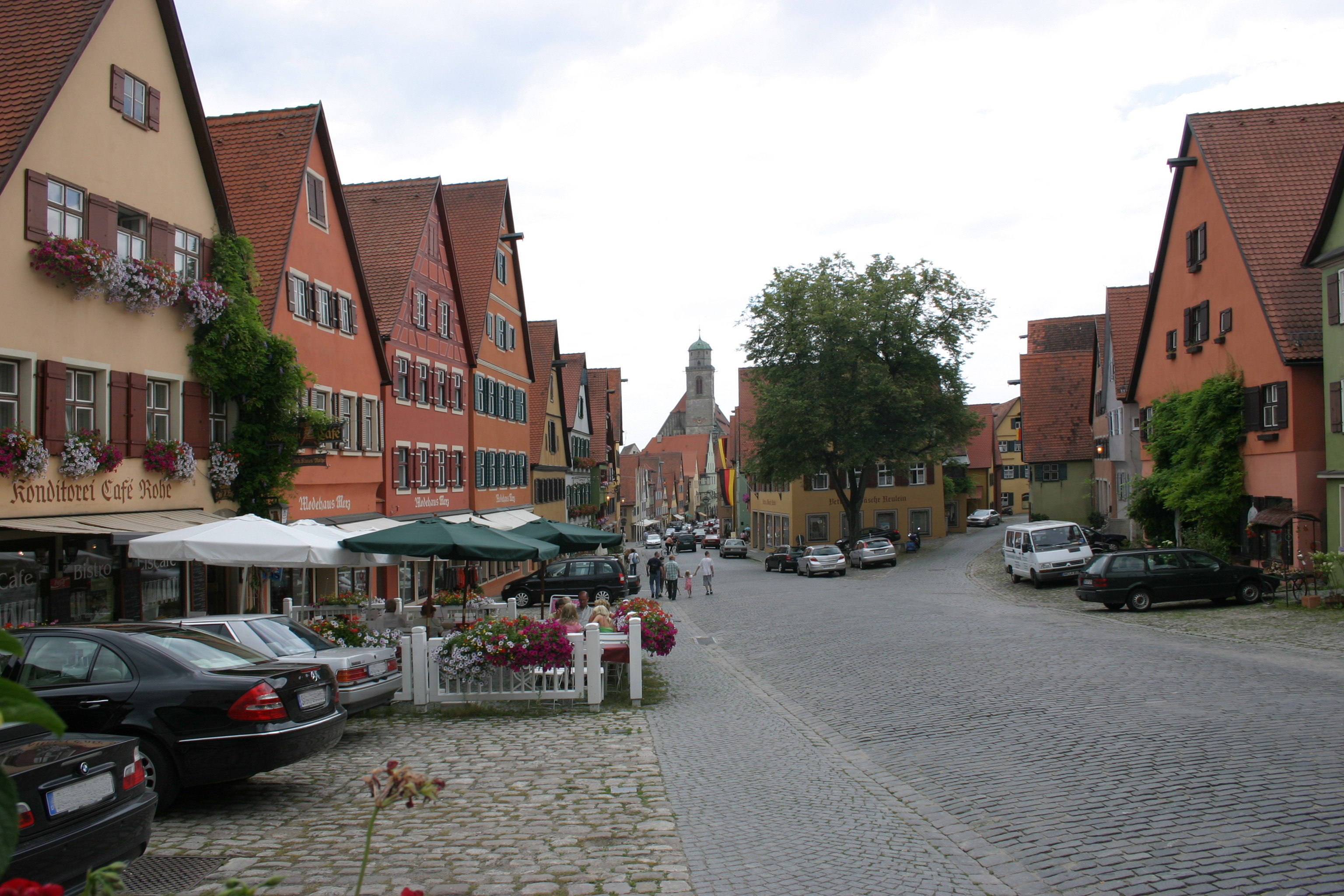
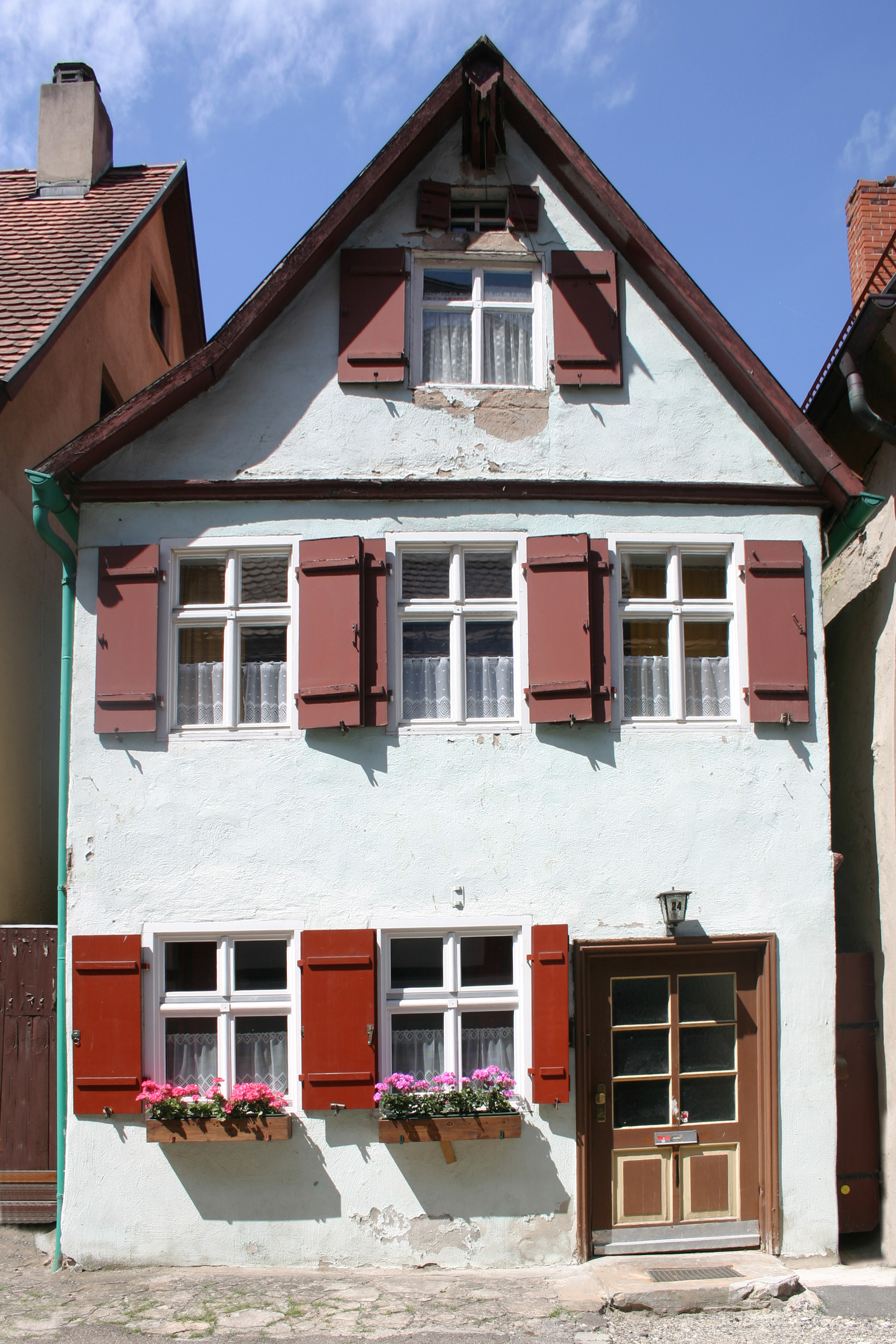
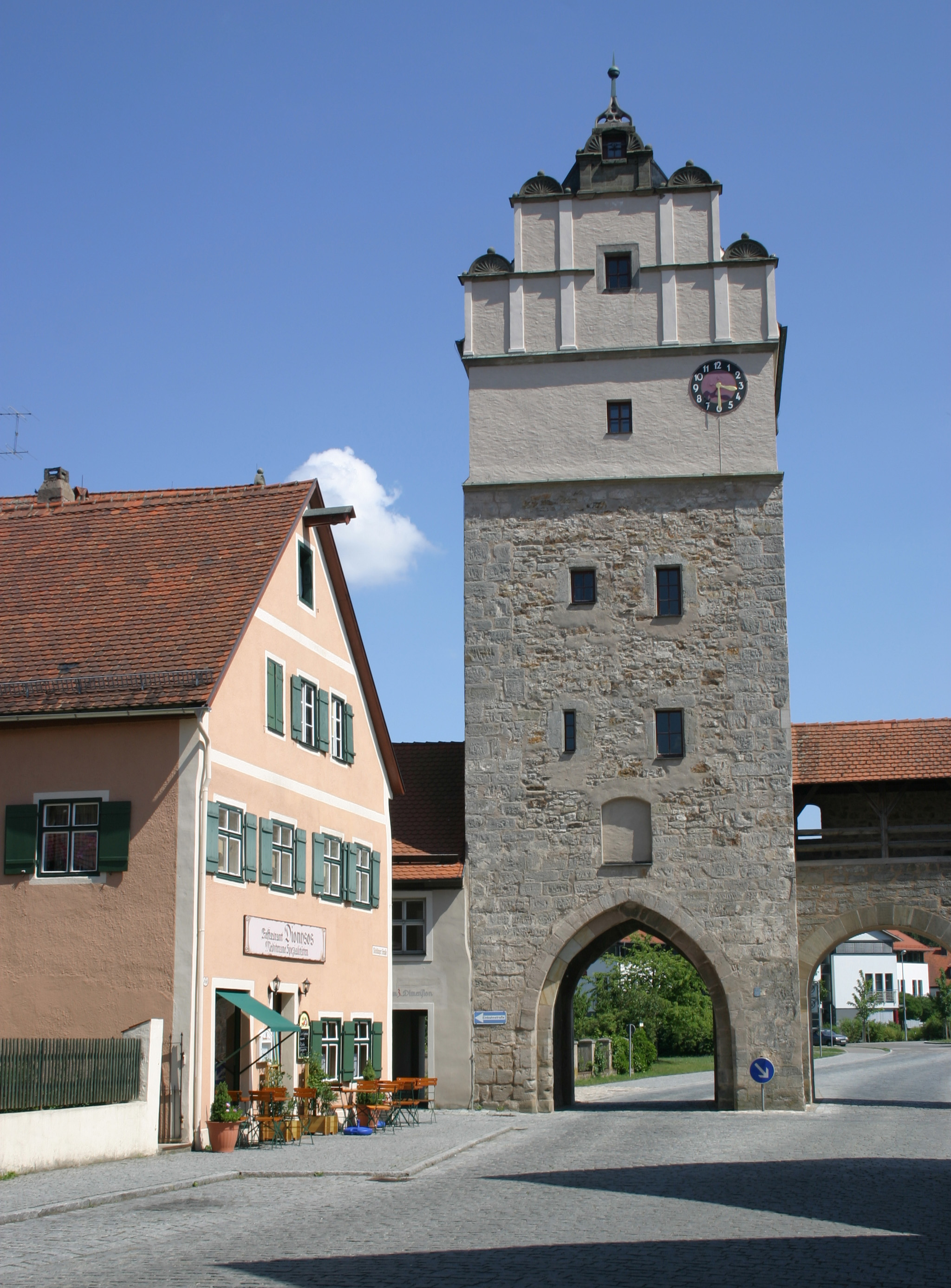
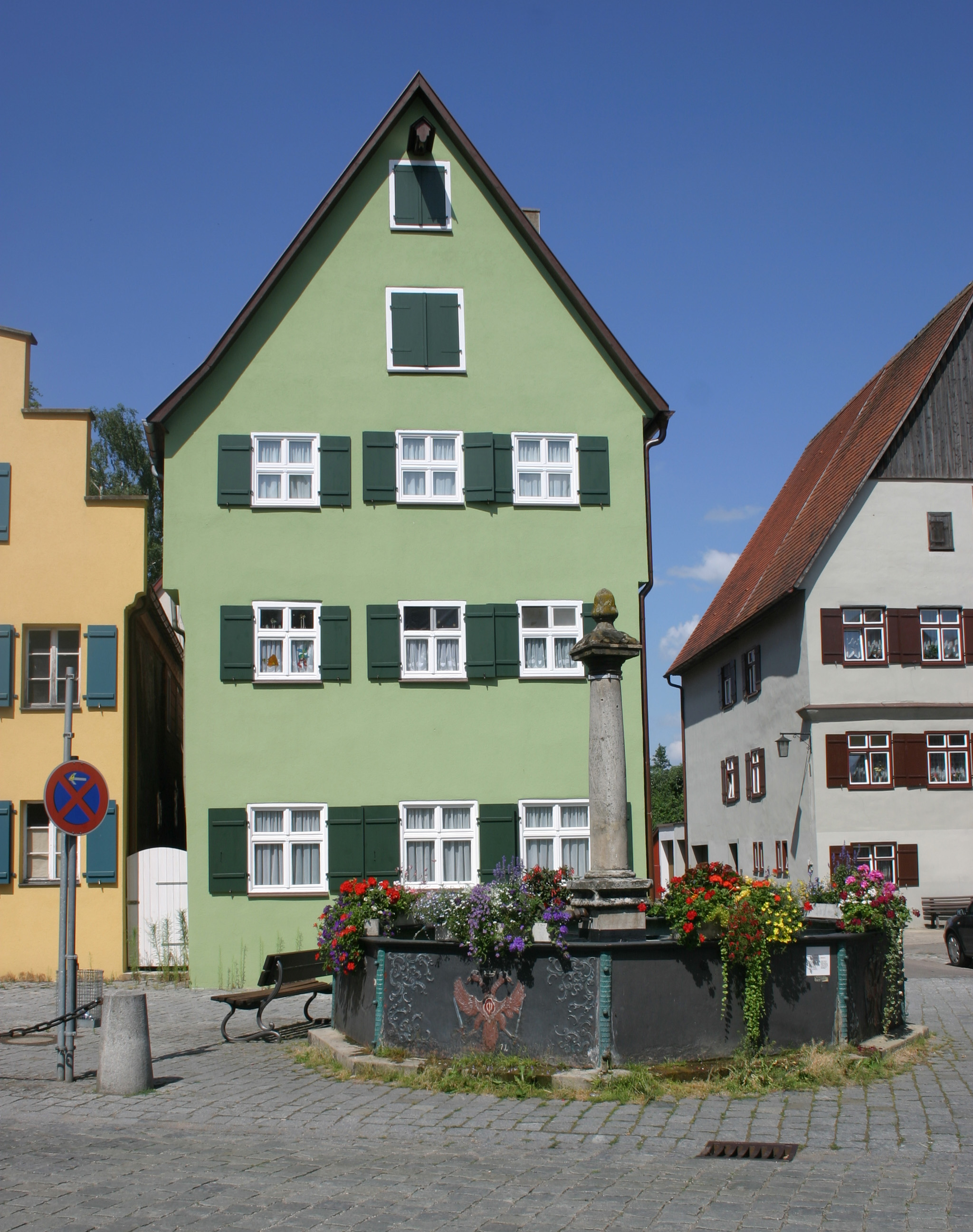